# Azanidazolo
L'azanidazolo è una sostanza di sintesi ad attività antimicrobica appartenente al gruppo dei nitroimidazoli. Presenta un'attività tricomonicida e antibatterica su microorganismi Gram-positivi e Gram-negativi che spesso sono associati al Trichomonas vaginalis. L'azanidazolo sembra agire inibendo la sintesi proteica cellulare.

## Farmacocinetica
È assorbito rapidamente dopo somministrazione orale. L'emivita plasmatica è di 45 minuti. La concentrazione nel secreto vaginale è superiore alla concentrazione plasmatica e urinaria.

## Tossicità
La DL50 nel topo e nel ratto per os è pari a 5100 mg/kg e 7600 mg/kg.
Per via intraperitoneale è pari a 590 mg/kg e 860 mg/kg.

## Indicazioni terapeutiche
Trattamento di Trichomonas vaginalis.

## Vie di somministrazione
L'azanidazolo viene somministrato per via orale e per via vaginale.

## Controindicazioni e precauzioni d'uso
L'azanidazolo è controindicato in caso di ipersensibilità già nota verso il farmaco.

È sconsigliata la somministrazione in soggetti affetti da alterazione della crasi ematica e da disturbi neurologici.

La somministrazione orale non è consigliata in stato di gravidanza.
Tuttavia negli studi tossicologici su animali da laboratorio il farmaco non ha mostrato effetti nocivi sulla riproduzione e nessuna evidenza di attività teratogena è stata osservata in tutte le specie animali testate.
Non esiste controindicazioni all'assunzione di bevande alcoliche durante il trattamento con azanidazolo.